# Рікардо Сандоваль
Рікадо Рафаель Сандоваль — американський боксер-професіонал, чемпіон світу в найлегшій вазі по версії WBC (2025– н.ч.) та WBA (2025– н.ч.).

## Професійна боксерська кар'єра
Сандовал дебютував у професійному боксі проти Адальберто Солареса 18 червня 2016 року та виграв бій технічним нокаутом у третьому раунді. Протягом наступних трьох років він мав рекорд 16-0, причому одинадцять з цих боїв відбулися достроково. Після свого поєдинку проти Марко Сустаїти, Сандовал мав зустрітися з Гілбертом Гонсалесом 16 листопада 2019 року.[1] Він виграв бій технічним нокаутом у п'ятому раунді. He won the fight by a fifth-round technical knockout.

Єдиний бій Сандовала у 2020 році відбувся проти Реймонда Табугона 6 лютого 2020 року. Він виграв бій нокаутом у сьомому раунді, зупинивши Табугона на 1:43 хвилині раунду.
Сандовал мав зустрітися з колишнім претендентом на титул чемпіона WBC у найлегшій вазі Джеєм Харрісом у відбірковому поєдинку за титул чемпіона IBF у найлегшій вазі, в головній події DAZN-кард, 25 червня 2021 року. Незважаючи на те, що Сандовал вийшов на бій як незначний аутсайдер, він все ж виграв бій нокаутом у восьми раундах. Бій було зупинено на 2:21 хвилині раунду, після того, як Гарріс двічі був убитий на канвасі та не зміг подолати вісім ударів після другого нокдауну.  Сандовал мав битися з Карлосом Буйтраго у напруженому бою 4 грудня 2021 року. Він виграв бій технічним нокаутом у сьомому раунді.
Сандовал зустрівся з Девідом Хіменесом у відбірковому матчі за титул чемпіона WBA у найлегшій вазі 16 липня 2022 року в андеркарді бою між Раяном Гарсією та Хав'єром Фортуною у легкій вазі. Сандовал був нокдаун в одинадцятому раунді, що виявилося ключовим моментом бою, оскільки він програв бій рішенням більшості: двоє суддів оцінили бій з рахунком 114—112 на користь Хіменеса, тоді як третій суддя оцінив його з рахунком 113—113. Більшість спостерігачів біля рингу вважали, що Сандовал виграв бій, як і коефіцієнти, які ставили Сандовала фаворитом +900 на перемогу до кінця поєдинку.
Сандовал зустрівся з Джерсоном Ортісом 18 лютого 2023 року. Він виграв бій нокаутом у другому раунді. Сандовал збив суперника ударом кулаком у тіло в останні секунди раунду, що не дозволило Ортісу піднятися з поля.

## Інтернет-ресурси
- Ricardo Sandoval — Profile, News Archive & Current Rankings at Box.Live